# Gelasma panterpna
Gelasma panterpna är en fjärilsart som beskrevs av Reginald James West 1930.
Gelasma panterpna ingår i släktet Gelasma och familjen mätare. Inga underarter finns listade i Catalogue of Life.